# Dal big bang ai buchi neri. Breve storia del tempo
Dal big bang ai buchi neri. Breve storia del tempo è un popolare saggio di divulgazione scientifica scritto da Stephen Hawking e pubblicato nel 1988.

## Contenuti
L'intento del libro è di rendere nota e comprensibile la moderna teoria cosmologica, fornendo dapprima al lettore le basilari nozioni della fisica, corredate da un esauriente profilo storico. Nonostante il genere di nicchia, il saggio divenne un best seller, vendendo in tutto il mondo oltre nove milioni di copie e tradotto in 35 lingue,  rendendo estremamente popolare il suo autore. Dal libro è stato tratto il film Dal big bang ai buchi neri, che nell'edizione anglosassone ha il titolo identico al libro, ossia A Brief History of Time.

## Edizioni
- Stephen Hawking, Dal big bang ai buchi neri. Breve storia del tempo, traduzione di Libero Sosio, BUR scienza, 2015,  p. 220, ISBN 978-88-17-07975-4.
- Stephen Hawking, Dal Big Bang ai buchi neri - Breve storia del tempo, SuperPocket, 1998,  p. 220, ISBN 88-462-0052-7.